# Sergej Semjonovič Birjuzov
Sergej Semjonovič Birjuzov (rusko Серге́й Семёнович Бирюзо́в), sovjetski general, politik in maršal Sovjetske zveze, * 21. avgust 1904, Skopin, † 19. oktober 1964, Avala.

## Življenje
Birjuzov je 1922 vstopil v Rdečo armado; končal je Frunzejevo vojaško akademijo in Vojaško akademijo Vorošilova.
1926 je vstopil v KP SZ.
Med drugo svetovno vojno je bil leta 1941 v štabu jugovzhodne fronte, 1942 načelnik štaba Malinovskega med bitko za Stalingrad, 1944 poveljnik XXXVII. armade v Romuniji, Bolgariji in Jugoslaviji. Po koncu vojne je postal poveljnik zasedbenih sil v Avstriji.
1954 je postal poveljnik protiletalskih sil in namestnik obrambnega ministra ZSSR. Istega leta je postal član vrhovnega sovjeta ZSSR; naslednje leto pa je postal maršal Sovjetske zveze in član CKja. 1957 je postal poveljnik protiletalske obrambe. 
Umrl je v letalski nesreči, ko je s skupino veteranov potoval v Beograd na 20. obletnico osvoboditve tega mesta.